# エイベックス・ミュージック・クリエイティヴ
エイベックス・ミュージック・クリエイティヴ株式会社（英: Avex Music Creative Inc.、略: AMC）は、日本のレコード会社。エイベックス・エンタテインメント株式会社の連結子会社。
2023年8月1日に、エイベックス・エンタテインメントから分割新設され、音楽コンテンツの企画・制作・販売、音楽配信、音楽出版等の事業を承継した。ここでは分割前のエイベックス・エンタテインメントの音楽事業についても言及する。なお、持株会社となったエイベックス・エンタテインメントは、#エイベックス・エンタテインメント (中間持株会社)を参照。

## 概要
エイベックス・エンタテインメント度重なるグループ再編で、2007年4月から2014年7月まではエイベックス・グループの一般消費者向け事業を一手に引き受ける事業会社であった。グループの売り上げの7割以上を占めていた。
法人としての前身は1998年に事業開始した株式会社エイベックス・ディストリビューションで、当時自前の流通網を持たず、日本クラウンなどに販売を委託していたエイベックス・ディー・ディー（当時）が流通網を構築して販売委託を解消するために設立され、事業開始をもってエイベックス（初代。現：エイベックス・グループ・ホールディングス→エイベックス（二代目））の音楽・映像パッケージは同社が販売元となった。2005年にエイベックス・マーケティング・コミュニケーションズ株式会社と商号変更した上でエイベックス（前年の持株会社化に伴い新たに設立された新会社。このときエイベックス・エンタテインメントに商号変更）の音楽・映像パッケージ事業が移管され、以後は同社が発売・販売元となった。
また、もう一つの前身であるエイベックス ネットワーク株式会社は、インターネット情報提供サービス会社として2000年に設立された。2005年のグループ再編では、会員制ビジネス・ファンクラブの運営、マーチャンダイジングを行っていた株式会社ハウディ・インターナショナルを合併し、同社の事業を引き継いでいた。
2014年のグループ再編では、エイベックス・エンタテインメント（旧社。エイベックス・デジタルに商号変更）の音楽製作事業が移管された。一方、ファンクラブの運営、マーチャンダイジングがエイベックス・ライブ・クリエイティヴに移管され、旧ハウディ・インターナショナルの事実上の再分離となった。
2023年8月1日のグループ再編をもって、音楽コンテンツの企画・制作・販売、音楽配信、音楽出版等事業をエイベックス・ミュージック・クリエイティヴに、広告代理店業務及び広告の企画・制作等事業をエイベックス・アライアンス&パートナーズ株式会社にそれぞれ承継した。また、エイベックス・デジタル株式会社とともに、コンサート・イベントの企画・制作・運営及びチケット販売、マーチャンダイジング等の事業をエイベックス・ライヴ・クリエイティヴ株式会社に承継した。

## 沿革

### 1990年代 - 2013年

#### エイベックス・ライヴ・クリエイティヴ株式会社
- 1990年11月 - 株式会社ミュージック・フォリオを設立。
- 1993年10月 - 株式会社プライム・ディレクションに社名変更。
- 2005年4月 - エイベックス・ライヴ・クリエイティヴ株式会社に社名変更。

#### エイベックス ネットワーク株式会社
- 1991年4月16日 - 株式会社ハウディ・インターナショナルを設立。
- 1992年10月 - ハウディ・インターナショナルにエイベックス・ディー・ディー株式会社（当時）が資本参加する。
- 2000年
  - 3月15日 - エイベックス ネットワーク株式会社を設立。エイベックス株式会社よりインターネット情報発信事業が移管される。
  - 4月 - グループ外企業10社[注 2]の第三者割当増資を受け、エイベックスの出資比率が51％となる。
- 2001年7月 - レーベルモバイル株式会社を共同設立。
- 2003年3月28日 - エイベックス株式会社がグループ外企業の保有分をすべて買い取り、同社の完全子会社となる[3]。
- 2005年
  - 4月1日 - 株式会社ハウディ・インターナショナルを合併。株式会社アクシヴ（同日にエイベックス・プランニング&デベロップメント株式会社に商号変更）より一部事業を承継。
  - 6月 - 株式会社Para.TVを子会社化。

#### エイベックス・マーケティング株式会社
- 1997年10月1日 - 株式会社エイベックス・ディストリビューションを設立。
- 1998年4月1日 - 事業開始。
- 2005年4月1日 - エイベックス・マーケティング・コミュニケーションズ株式会社に商号変更。エイベックス株式会社（2代目。同日にエイベックス・エンタテインメント株式会社に商号変更）から音楽・映像パッケージ事業が移管され、発売元となる。
- 2007年
  - 4月1日 - エイベックス ネットワーク株式会社を吸収合併、あわせてエイベックス・マーケティング株式会社に商号変更。
  - 7月 - エヌ・ティ・ティ・スマートコネクト株式会社との合弁でハッチ・エンタテインメント株式会社を設立。
- 2008年4月1日 - 映像マーケティング本部の全事業を会社分割によりエイベックス・エンタテインメントへ移管。
- 2011年2月 - ハッチ・エンタテインメント株式会社を合併。

#### エイベックス・エンタテインメント株式会社（旧社）
- 2004年10月1日 - （旧）エイベックス株式会社（後のエイベックス・グループ・ホールディングス）の持株会社移行に伴い、会社分割により事業会社として新エイベックス株式会社を設立。
- 2005年4月1日 - 事業再編に伴い、アクシヴ（後のエイベックス・プランニング&デベロップメント）から事業を譲り受けてエイベックス・エンタテインメント株式会社 (avex entertainment Inc.) へ商号変更。
- 2008年11月 - ORS有限責任事業組合を株式会社ウーロンレコーズと共同設立。
- 2009年
  - 1月5日 - 会社分割により、エイベックス・マネジメントを新規設立し、マネジメント事業本部全事業とプロモーション部の一部を分割する[4]。
  - 4月1日 - 音楽事業本部第1制作部制作第3課の全事業を会社分割し、ヴァイナル レコーズを設立。
  - 4月11日 - エイベックス通信放送を、NTTドコモと共同設立。
- 2010年7月1日 - ミディアを吸収合併。
- 2011年
  - 10月1日 - ヴァイナル レコーズを吸収合併。
  - 10月3日 - エイベックス・クラシックス・インターナショナル株式会社を設立。
- 2013年10月16日 - 豊田通商および、豊通エレクトロニクス、イーライセンスより自動車向け音楽配信サービスの「music Chef」を運営する株式会社ETスクエアの株式を取得し、完全子会社化[5]。
- 2014年7月1日 - エイベックス・デジタル株式会社に商号変更。

### 2014年 -

#### エイベックス・ミュージック・クリエイティヴ株式会社（旧社）
- 2014年
  - 4月 - エイベックス・マーケティング株式会社およびエイベックス・エンタテインメント株式会社（旧社）の映像事業部門を分割統合の上で、エイベックス・ピクチャーズ株式会社を設立。
  - 7月1日 - エイベックス・マーケティング株式会社が、エイベックス・エンタテインメント株式会社（旧社）の音楽事業とエイベックス・クラシックス・インターナショナルの株式を承継し[6]、エイベックス・ミュージック・クリエイティヴ株式会社（avex music creative Inc.、略称：AMC）へ商号変更[7]。
  - 8月1日 - ファンクラブ運営・マーチャンダイジング事業をエイベックス・ライヴ・クリエイティヴ株式会社へ移管[8]。

#### エイベックス・エンタテインメント株式会社（新社）
- 2017年4月1日 - エイベックス・ライヴ・クリエイティヴ株式会社およびエイベックス・ニコ株式会社を吸収合併。エイベックス・ヴァンガード株式会社、エイベックス・プランニング&デベロップメント株式会社、エイベックス・スポーツ株式会社のマネジメント関連以外の事業を承継。エイベックス・ミュージック・クリエイティヴ株式会社からエイベックス・エンタテインメント株式会社（新社）へ社名変更[9]。

#### エイベックス・ミュージック・クリエイティヴ株式会社（新社）
- 2023年8月1日 - エイベックス・エンタテインメントは、各事業を子会社などに承継、自身はエイベックスの中間持株会社となる（「#エイベックス・エンタテインメント (中間持株会社)」を参照）。新設子会社のなかで、同日設立されたエイベックス・ミュージック・クリエイティヴが音楽事業を承継した[2]。
- 2024年7月26日 - THINKRの株式を全て売却、連結子会社ではなくなる[10][11][12]。

## レーベル

### 現在のレーベル
- avex trax（エイベックス・トラックス） - メインレーベル、王道J-POP。
  - SONIC GROOVE（ソニック・グルーヴ） - 芸能事務所「ライジングプロダクション」専用メジャーレーベル[注 3]。
  - motorod（モーターロード） - 相川七瀬などが所属。2002年まではcutting edgeのサブレーベルだった。
  - 影別苦須 虎津苦須（エイベックス・トラックス） - 氣志團専属レーベル。
- avex-CLASSICS（エイベックス・クラシックス） - クラシック専門レーベル。
- avex EDM（エイベックス・イーディーエム）
- avex globe（エイベックス・グローブ） - globe専属レーベル。
- avex infinity（エイベックス・インフィニティ）
- avex io（エイベックス・イオ） - 大人向け。
- avex tune（エイベックス・チューン） - 事実上の観月ありさ専属レーベル。
- A.S.A.B（エイサブ） - 大橋トリオとTHE CHARM PARK主宰のレーベル。
- blowgrow（ブロウグロウ）
- B-ME（ビーミー） - SKY-HI主宰の芸能事務所「BMSG」との共同レーベル[13][14]。
- commmons（コモンズ） - 坂本龍一主宰の所属芸能事務所「キャプ」との共同レーベル。
- cutting edge（カッティング・エッジ） - ロック、レゲエ、ヒップホップ専門レーベル。
- FRAME（フレーム） - ゲーム会社「レベルファイブ」との共同レーベル。
- HI-BPM STUDIO（ハイビーピーエムスタジオ）
- iDOL Street（アイドル・ストリート） - アイドル専門レーベル。
- maximum10（マキシマム・テン）
- Rhythm REPUBLIC（リズム・リパブリック） - インディーズレーベル。
- rhythm zone（リズム・ゾーン）
- YGEX（ワイジーエックス） - 韓国の芸能事務所「YGエンターテインメント」との共同レーベル。
- 愛踊祭レーベル（あいどるまつりレーベル） - 愛踊祭専属のアイドル専門レーベル。

### 過去のレーベル
- ADDICT（アディクト） - 洋楽専門レーベル。
- Dimension Point（ディメンション・ポイント） - 安室奈美恵専属。芸能事務所「ライジングプロダクション」より移籍した安室のマネジメント業務も行われていた（後に安室の個人事務所「stella88」へ移行）。安室が2018年9月16日をもって芸能界から引退をした為、運営終了。
- Rhythmedia Tribe（リズメディア・トライブ） - 芸能事務所「Rhythmedia」所属アーティスト専用レーベル。後にBMG JAPANに販売権を移行。
- RIDDIM ZONE（リディム・ゾーン） - rhythm zoneの派生レーベル。レゲエ専門。2006年、RYO the SKYWALKERの移籍を機に新設されたが、2015年に所属アーティスト不在のため消滅。
- MODE99（モード99） - テクノ系サウンド専門レーベル。
- avex ideak（エイベックス・イデアック） - 角松敏生主宰の単発レーベル。cutting edgeのサブレーベル。1998年に消滅。
- nakedrecords（ネイキッド・レコーズ） - イクタ☆アイコ専属。cutting edgeのサブレーベル。2005年にイクタ☆アイコがavex traxへ移籍したため消滅。
- D-FORCE（ディーフォース） - 日本産テクノ系サウンド専門レーベル。
- FIVE-D PLUS（ファイブ・ディー・プラス） - 芸能事務所「ファイブ・ディー」専用レーベル。
- LOVE LIFE RECORDS（ラブライフ・レコード） - hitomi専属レーベル。2011年に消滅。
- JUNK MUSEUM （ジャンク・ミュージアム） - ロック系レーベル。cutting edgeのサブレーベル。2012年5月に消滅。
- BAREKNUCKLE（ベアナックル） - HR/HM（ハードロック・ヘヴィメタル）専門レーベル。
- J-more（ジェイモア） - 姉妹デュオ・O'sが所属。2014年に消滅。
- superb trax（スパーブ・トラックス）
- ZOOM FLICKER（ズーム・フリッカー） - アニメ系レーベル。
- OORONG RECORDS（ウーロン・レコーズ） - 音楽プロダクション「烏龍舎」専用レーベル。2007年5月に同社を販売元としたインディーズレーベルとして運営していたが、2008年11月に同社と提携しメジャーレーベルとなる。2015年に運営終了。
- binyl records（ヴァイナル・レコーズ） - ロック専門レーベル。2019年4月に消滅。
- vellfare records（ヴェルファーレ・レコーズ）
- LOiD（ロイド） - ネットミュージック系レーベル。
- バリバリレコード - ヤンキーアイドル専門レーベルとしてリリースする予定だったが、諸事情により2012年10月途中で計画は白紙にされた[15]。
- えんか!!えいべっくす - 東京プリンのプライベートレーベル。
- avex entertainment（エイベックス・エンタテインメント） - アニメ・特撮系レーベル。エイベックス・エンタテインメントがエイベックス・デジタルに社名変更したことに伴い、avex traxレーベルへ吸収統合。
- avex mode（エイベックス・モード） - エイベックス・ピクチャーズに移籍し、後に消滅。
- avex pictures（エイベックス・ピクチャーズ） - エイベックス・ピクチャーズに移籍。
- DIVE II entertainment（ダイブトゥー・エンタテインメント） - エイベックス・ピクチャーズに移籍。
- Walt Disney Records（ウォルト・ディズニー・レコード） - 後にユニバーサルミュージックに販売権を移行。
- Hollywood Records（ハリウッド・レコード） - 後にユニバーサルミュージックに販売権を移行。
- YukiRing（ユキリン） - AKB48チームBメンバー柏木由紀のソロプロジェクト独自専用レーベル。2021年、キングレコードに移籍し消滅。
- HPQ（エイチピーキュー） - ヴィジュアル系専門レーベル。2024年に消滅。

## 業務提携・販促・販売委託
- ヤマハミュージックコミュニケーションズ（YMC） - 設立当初はかつてのヤマハレーベルの運営元であったポニーキャニオンが販売元、2006年4月1日より販売受託。
- Tsubasa Records（つばさグループ音楽部門） - 遊吟のメジャーデビューシングル「Fate」はこのレコード会社に販売委託を担当している。
- A stAtion - 絢香によるプライベートレーベル。契約・所属していたワーナーミュージックと研音を離籍後、個人レーベルとして新設。
- DANGER CRUE RECORDS（デンジャークルー・レコーズ） - MAVERICK D.C. GROUP傘下のインディーズレーベル。
- 青空レコード - 矢井田瞳らが在籍するインディーズレーベル。クリアスカイコーポレーショングループ。2005年10月1日から販売受託。
- 力塾 - 甲斐名都が在籍するレーベル。2005年11月8日から販売委託。
- CAMエンタテインメント - サイバーエージェントグループ。2008年5月設立。
- ドワンゴ・ユーザーエンタテインメント - エイベックス傘下の携帯向けコンテンツ企業・ドワンゴの子会社。2009年12月1日の音楽事業集約により誕生。2010年より販売委託契約。2014年11月に親会社に吸収合併。
- 東屋慶名建設 - HYの所属・運営しているインディーズレーベル（テレビ朝日ミュージックにマネジメント協力）。メジャーデビュー以降に販売委託。
- パパイヤれこーど（パパイヤミュージック内） - やなわらばーの運営しているレーベル、所属事務所のパパイヤミュージックは上記レーベルと同じくテレビ朝日ミュージックにマネジメント協力を行っている。東芝EMIより独立後に同レーベルを立ち上げる。
- FOXTROT - ラムズグループ（実態は自社専属のプライベートレーベル）。一部CDなどを販売委託。2013年6月にラムズ倒産のため消滅。
- VAMPROSE（ヴァンプローズ） - 本来、ラルクのボーカル・HYDEが主催するロックユニット・VAMPSの専属レーベルとして立ち上げる。エイベックス・マーケティングに販売委託する、メジャー流通のインディーズ系レコード会社。
- Vernalossom - AKB48関連のマネジメントのために設立した事務所。2020年3月31日までは株式会社AKSであった。
- マーベラス
- RISING RECORDS（ライジング・レコーズ） - 芸能事務所「ライジングプロダクション」専用のインディーズレーベル。
- MENT RECORDING（メント・レコーディング） - 「SMILE-UP」専用のレーベル[16]。
- HOLD THE MUSIC（ホールド・ジ・ミュージック） - METAMUSEのレーベル。
- Bathroom Records - 26時のマスカレイドのレーベル
- Atmosphere Arts - （バーニングパブリッシャーズの制作部）
- Vortex Records
- FORM JAPAN RECORDS

## エイベックス・エンタテインメント (中間持株会社)

### 概要
エイベックス・エンタテインメント株式会社は、エイベックス・グループの音楽およびマネジメント事業を管掌する中間持株会社。音楽・マネジメント領域を中心に、音楽の制作・販売、ライヴやイベントの企画・制作・マーチャンダイジング、ECサイトの運営やチケット販売などを展開。マネジメント部門では、アーティスト、タレント、モデル、スポーツ選手、クリエイターなどの発掘・育成を行っている。
2023年8月の組織再編により、新設分割された先述のエイベックス・ミュージック・クリエイティヴにレーベル業務を承継し、持株会社となった。

### 子会社
- エイベックス・ライヴ・クリエイティヴ - ライブ制作

- エイベックス・ミュージック・クリエイティヴ - レコード会社
- エイベックス・クラシックス・インターナショナル
- エイベックス・ミュージック・パブリッシング - 音楽出版
- fuzz - ゲームコンテンツの企画開発

- エイベックス・アライアンス&パートナーズ - アライアンス事業

- エイベックス・マネジメント - アーティストマネジメント
- エイベックス・クラン - アーティスト・モデル・タレントのマネジメント
- エイベックス・スタイルス - アーティストのプロダクション事業、韓国芸能事務所のエージェント業務
- エイベックス・マネジメント・エージェンシー - タレント・俳優等のマネジメントとエージェント事業
- エイベックス・クリエイター・エージェンシー
  - バーチャル・エイベックス
  - LIVESTAR
- エイベックス・AY・ファクトリー
- エイベックス・アスナロ・カンパニー - タレントのマネジメント・育成、イベント企画・運営事業・ファンクラブの運営
- エイベックス・クリエイティヴ・ファクトリー